# Сражение при Масайе
Сражение при Масайе (англ. Battle of Masaya) произошло 19 сентября 1912 года  в ходе американской оккупации Никарагуа 1912 года, а также гражданской войны в Никарагуа 1912.

## Предшествующие события
В разгар гражданской войны в Никарагуа между консервативным правительством и повстанцами, состоявшими из либералов и диссидентов-консерваторов, экспедиционный отряд из 400 американских морских пехотинцев и моряков, а также «пары пулеметов и трехдюймовых пушек» под руководством Смедли Батлера была отправлена для захвата Гранады. Отряд Батлера двигался по железной дороге, и по достижении окраин Масаи, попал в зону обстрела сил повстанцев во главе с Бенхамином Селедоном, которые были расположены на вершинах холмов Койотепе и Барранка. Для обеспечения безопасного прохода между холмов американцы начали переговоры с Селедоном.

## Ход боя
Вечером 19 сентября 1912 года  американцы продолжали свой путь в сторону Масаи, при этом Батлер сидел в голове поезда на вагоне-платформе, поставленной перед локомотивом. На станции Ниндири американцы столкнулись с двумя конными повстанцами, которые вероятно были пьяны. Они открыли по американцам огонь из пистолетов, ранив капрала Дж. Дж. Борна, который был рядом с Батлером, в палец. Батлер остановил поезд для оказания медицинской помощи Борну.
Вскоре снайперы в домах по обе стороны железнодорожных путей  и 150 вооруженных всадников открыли огонь по американскому поезду. Американские войска, как внутри поезда, так и снаружи него (укрывшись вдоль дорожного полотна), в том числе пулеметчики на крышах товарных вагонов, открыли ответный огонь. Трое морских пехотинцев: рядовой Браун, Бетцер и Трампетер, получили ранения. В то же времямашинист поезда спрятался под сиденьем, и Батлеру пришлось вытаскивать его оттуда. Самый интенсивный период боя продолжался пять минут, затем стрельба постепенно стихла.
Поезд продолжил движение, но позади остались морские пехотинцы во главе с капитаном Нельсоном П. Вулте — те которые сражались вне поезда. Этот отряд захватил дрезины и вскоре догнал поезд. В целом бой продолжался «менее получаса».
В ходе перестрелки пятеро американцев были ранены, трое взяты в плен (один из них был легко ранен) и вскоре отпущены.

## Последствия столкновения
Потери повстанцев составили либо 56 убитых и 70 раненых (12 из которых позже скончались) либо 68 убитых и 60 раненых. На следующий день после стычки эмиссар Зеледона принес извинения американцам, заявив, что нападение не было санкционировано командованием. Однако в дургих источниках утверждается, что засада в Масае, названная «предательским актом со стороны генерала Зеледона», была якобы «преднамеренной» и «тщательно спланированной».
Силы Батлера продолжили продвижение в Гранаду, где убедили командира повстанцев Луиса Мену сдаться, затем тот отправился в изгнание в Панаму. Позже, во время гражданской войны, американские войска вернулись в район Масаи, для штурма холма Койотепе.